# Krügerklappe

Schema Krügerklappe

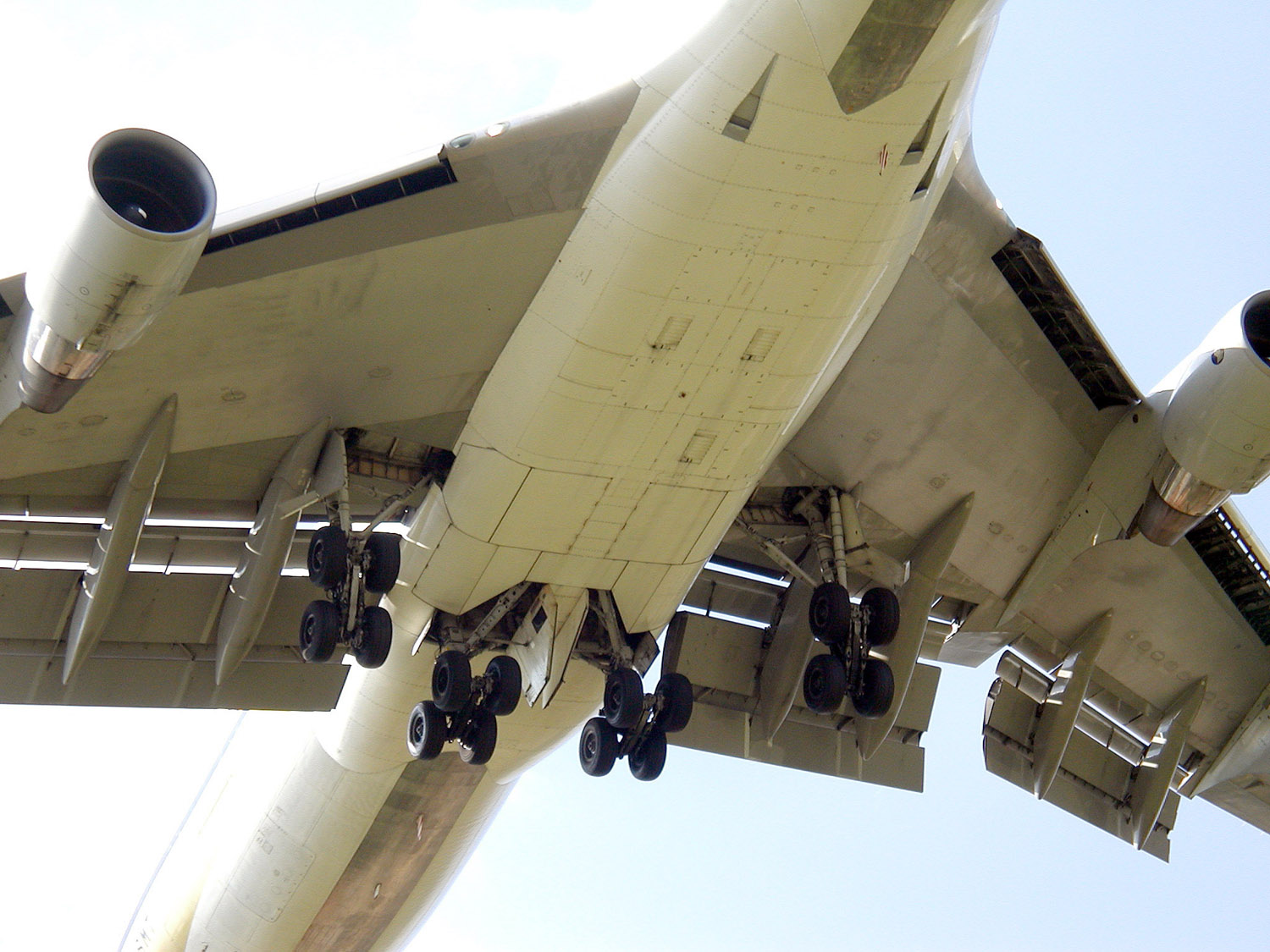
Boeing 747 mit ausgefahrenen Krügerklappen (Flügelvorderseite) und Landeklappen

Bei der Krügerklappe (engl.: leading edge flap, seltener: Kruger flap, im Jargon auch einfach: Krüger; wobei zu beachten ist, dass eine „droop leading edge flap“ eine Kippnase bezeichnet) handelt es sich um ein aerodynamisches Hilfsmittel an einer Tragfläche eines Flugzeuges, das die Langsamflugeigenschaften verbessert. Sie gehört zu den Auftriebshilfen.
Die Krügerklappe wurde im Jahre 1943 vom deutschen Luftfahrtingenieur Werner Krüger entwickelt und am 12. Januar 1944 von der Aerodynamischen Versuchsanstalt Göttingen (AVA) zum Patent angemeldet. Die erste Anwendung einer Nasenklappe erfolgte ab 1952 am Sichelflügel der Handley Page H.P.80 Victor. Allerdings handelte es sich um eine von Ludwig Bölkow entwickelte Kippnase (DRP 496 916 vom 3. August 1939). Das erste Flugzeug mit einer Krügerklappe war die P-16 der schweizerischen Flug- und Fahrzeugwerke Altenrhein mit Erstflug im Jahr 1955.
Krügerklappen befinden sich an der vorderen Tragflächenunterseite und sind in ihrer Wirkung mit Vorflügeln (slats) vergleichbar, jedoch in der Ausführung einfacher. Die beiden Auftriebshilfen werden auch kombiniert. Eine andere Form der Krügerklappe wird zum Beispiel bei Flugzeugen vom Typ Airbus A300 und A310 verwendet. Diese Maschinen haben neben Vorflügeln auch kleine Krügerklappen in Rumpfnähe. Diese dienen dazu, hier einen sauberen aerodynamischen Übergang zwischen dem eigentlichen Vorflügel (Leading Edge Slat) und dem Rumpf herzustellen.
Beim Krüger-Slat (z. B. Boeing 747 am Mittel- und Außenflügel) existiert zwischen Klappe und Hauptflügel ein durchströmter Spalt wie beim Slat (Vorflügel), während die klassische Krügerklappe (z. B. Boeing 747 am Innenflügel) zum Hauptflügel hin abdichtet. Diese Ausführung hatte im Zuge ihrer US-Patentierung einen Rechtsstreit heraufbeschworen, bei dem auch Krüger selbst Stellung bezog.
Durch Krügerklappen werden Flügelfläche und maximaler Auftriebsbeiwert erhöht und somit die Strömungsabrissgeschwindigkeit (Stallspeed) verringert.
Das Nichtausfahren der Krügerklappen als Auftriebshilfe führte am 20. November 1974 zum Absturz der Lufthansa-Boeing 747-130 D-ABYB „Hessen“ kurz nach dem Start vom Flughafen Nairobi (siehe Lufthansa-Flug 540).